# Památník Walhalla

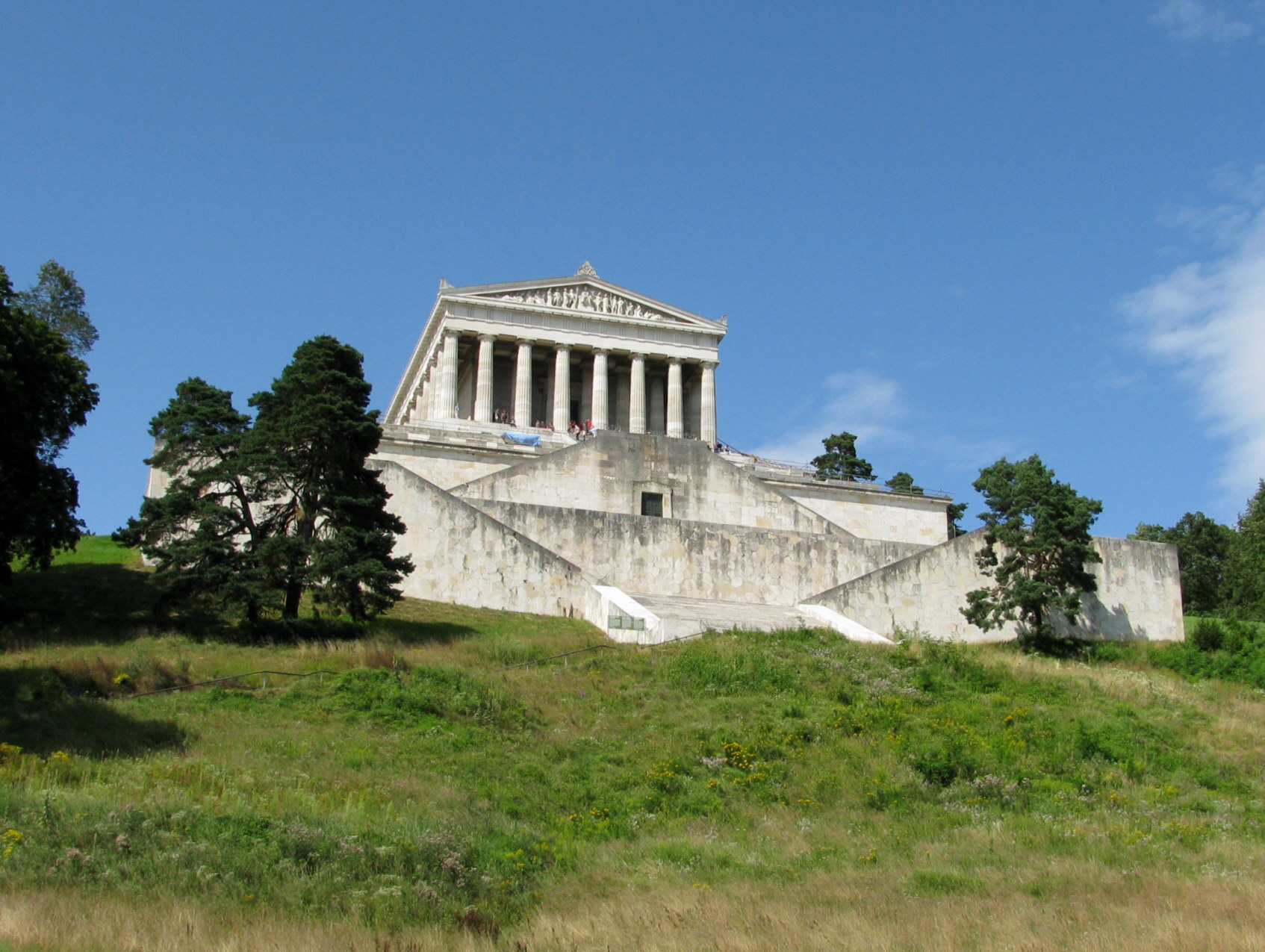
Walhalla od Dunaje

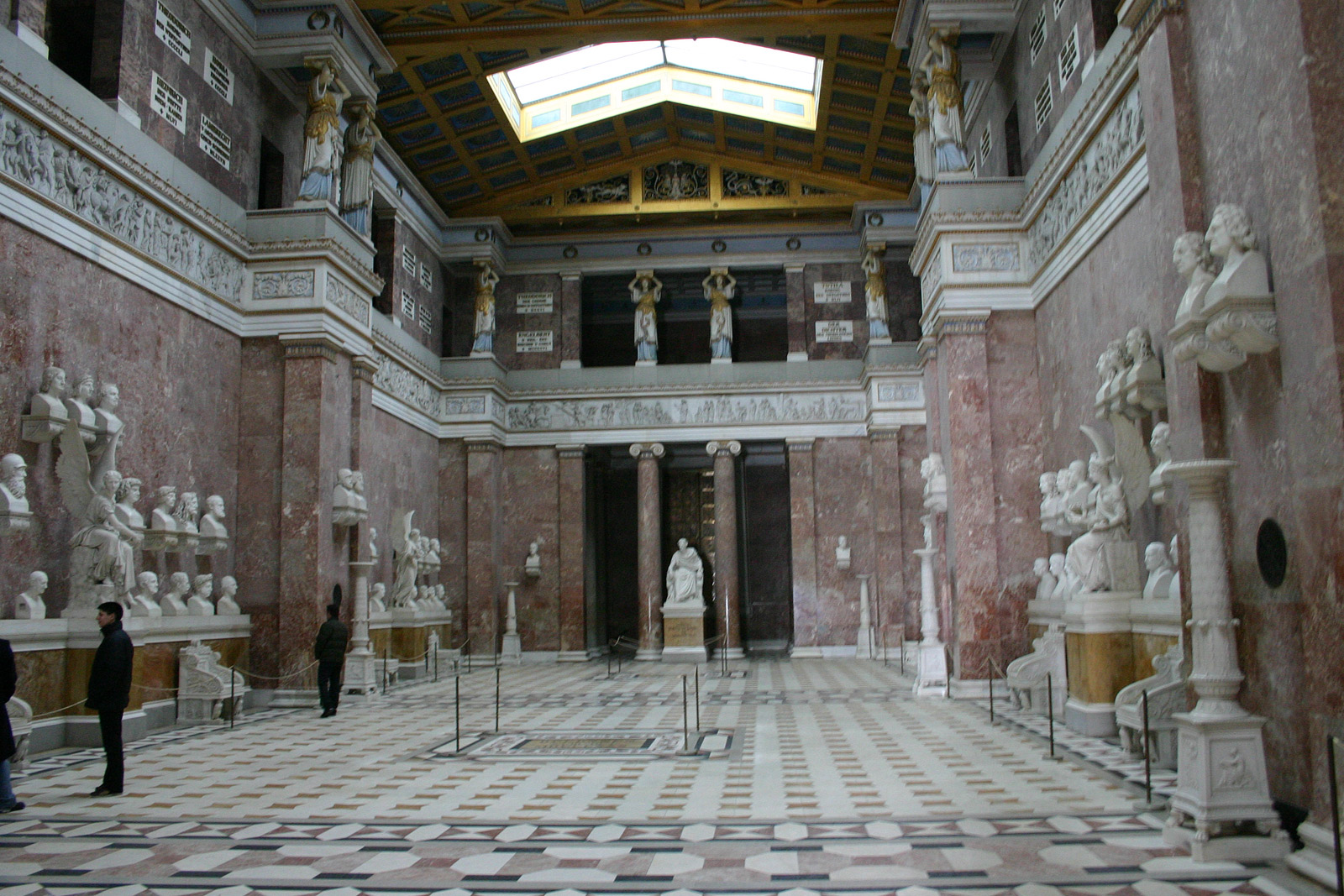
Hlavní síň

Památník Walhalla je honosná klasicistní budova, kterou dal v letech 1830-1842 postavit král Ludvík I. Bavorský podle plánů architekta Leo von Klenze jako památník významných osobností „německého jazyka“; inspirována nebeskou Valhallou z vikinských mýtů, do jejichž síni se toužili válečníci po smrti dostat. Stojí u obce Donaustauf nad řekou Dunaj, asi 10 km východně od Řezna.

## Historie
Když v letech 1806–1807 Napoleon porazil Čtvrtou koalici, bojovali Němci na obou stranách. Mladý kníže Ludvík, korunní princ Bavorského království, jež Napoleon zřídil, chtěl probudit a posílit vědomí národní soudržnosti všech Němců a Germánů v Evropě. Začal proto objednávat busty významných lidí „německého jazyka“ od konce starověku do počátku novověku. Když se roku 1825 stal králem, měl už sbírku 60 bust a rozhodl se postavit pro ně památník. Vzorem pro budovu byl athénský Parthenón, reliéf na jižní římse znázorňuje vznik Německého spolku v roce 1815, na severní římse bitvu v Teutoburském lese roku 9 n. l. Při otevření památníku roku 1842 v něm bylo 96 bust a 64 pamětních desek osob, pro něž nebyly k dispozici žádné podobizny.
Název Walhalla vyjadřoval, že kritériem výběru má být „germánský“ či německý jazyk (viz Valhalla). Památník ale neměl připomínat pouze válečníky, ale i umělce, vědce a světce od dávného náčelníka Arminia, vítěze v Teutoburském lese, až po norimberského hodináře P. Henleina, který zemřel 1542. Byl mezi nimi například ostrogótský král Theodorich Veliký, francký král Chlodvík I., svatý Bonifác, svatá Hildegarda z Bingenu, Mikuláš Koperník nebo vlámský malíř Peter Paul Rubens.
Právo rozhodovat o umístění ve Walhalle má od roku 1847 bavorská vláda, která tam zařadila celkem 31 osob. Byl mezi nimi například Martin Luther, maršál Radecký a řada hudebních skladatelů. Nacisté Walhallu ignorovali, patrně kvůli příliš širokému, jazykovému a ne rasovému pojetí germánství. Po druhé světové válce přibyli například Richard Strauss, Albert Einstein, protinacistická studentka Sophie Schollová, Konrad Adenauer, Edith Stein, Carl Gauss či Johann Gregor Mendel. Celkem se v roce 2014 ve Walhalle připomínalo 195 osob, z toho 12 žen.

## Ohlas
V roce 1840 se majitel liběchovského panství, mecenáš a zemský vlastenec Antonín Veith, rozhodl postavit nad obcí Tupadly obdobný památník Slavín pro 24 velkých postav české historie. Projekt ale nedokončil a několik soch je umístěno v Národním muzeu. Roku 1853 byla v Mnichově otevřena Síň slávy pro významné postavy bavorských dějin, zničená za války. V letech 1840-1863 dal týž bavorský král Ludvík postavit nad městem Kelheim Síň osvobození (Befreiungshalle) na památku vítězství nad Napoleonem.
Řadu obcí s názvem Walhalla založili v 19. století němečtí emigranti v USA.

## Seznam osobností
Čísla odpovídají číslům v brožuře Walhalla – amtlicher Führer z roku 2008 s číslováním exponátů obou řad ve směru hodinových ručiček od 1 do 132. Z čísel nevyplývá chronologie vzniku soch ani života osobností. Od roku 2008 přibyla čísla 121 (Edith Steinová, 2009), 126 (Heinrich Heine, 2010), 127 (Käthe Kollwitzová, 2019) a 128 (Max Planck, 2022). Číslo se ve Walhalle používá k vyhledání busty nebo záznamu v brožuře a k ovládání elektronického průvodce.

### Horní řada
| Číslo | Osobnost – Nápis – popis (sochař, letopočet)                                                                                                 |
| ----- | --- |
|       | Busty horní řady nalevo od vchodu |
| 001   | Jindřich I. Ptáčník – Heinrich der Finkler, König der Teutschen – německý král (Schadow, 1809)                                               |
| 002   | Ota I. Veliký – Otto der Große, Teutscher Kaiser – německý císař (Schadow, 1809)                                                             |
| 003   | Konrád II. Sálský – Konrad der Salier, Teutscher Kaiser – německý císař (Schadow, 1809)                                                      |
| 006   | Fridrich I. Barbarossa – Barbarossa, Kaiser – německý císař (Franz Xaver Schwanthaler, 1838)                                                 |
| 007   | Jindřich Lev – Vévoda saský a bavorský (Schadow, 1811)                                                                                       |
| 008   | Fridrich II. Štaufský – Kaiser – německý císař (Tieck, 1814)                                                                                 |
| 009   | Rudolf I. Habsburský – Kaiser – německý král (nápis na bustě je zavádějící, protože formálně se císařem nikdy nestal; Tieck, 1832)           |
| 015   | Erwin von Steinbach – stavitel (Ohmacht, 1811)                                                                                               |
| 016   | Johannes Gutenberg – Hennes Genzschfleich, Johann von Guttenberg, Erfinder der Buchdruckkunst – vynálezce knihtisku (Matthiä, 1835)          |
| 017   | Jan van Eyck – Iohann van Eyck, Maler – vlámský malíř (Tieck, 1817–1842)                                                                     |
| 018   | Fridrich I. Falcký – der Siegreiche, Churfürst von der Pfalz – falcký kurfiřt (Lossow, 1842)                                                 |
| 024   | Regiomontanus – Gelehrter – astronom a matematik (Lossow, 1842)                                                                              |
| 025   | Mikuláš z Flüe – Bruder Nikolaus von der Fluee – švýcarský mystik (Tieck, 1812)                                                              |
| 026   | Eberhard im Bart – Herzog von Würtemberg, geb. 1445 gest. 1496 – württemberský vévoda (Wagner, 1830)                                         |
| 027   | Hans Memling – Hans Hemling, Maler – malíř (Woltreck, 1841)                                                                                  |
| 028   | Johann XX. z Dalbergu – Bischof zu Worms – biskup (model Halbig, provedení Lossow, nach 1867)                                                |
| 029   | Hans von Hallwyl – švýcarský důstojník (Joseph Maria Christen, 1812)                                                                         |
| 035   | Berthold von Henneberg – Kurfürst von Mainz – biskup a kurfiřt (E. Mayer, 1824)                                                              |
| 036   | Maxmilián I. Habsburský – Kaiser – německý císař (P. Kaufmann, 1811)                                                                         |
| 037   | Johann Reuchlin – Gelehrter – filosof a humanista (Heinrich Max Imhof, 1835)                                                                 |
| 038   | Franz von Sickingen – Ritter – rytíř (Ernst von Bandel, 1827)                                                                                |
| 039   | Ulrich von Hutten – Ich habs gewagt – rytíř a humanista (Joseph Kirchmayer, 1811)                                                            |
| 040   | Albrecht Dürer – malíř (Rauch, 1837) |
| 041   | Georg von Frundsberg – válečník (Widnmann, 1841)                                                                                             |
| 047   | Peter Vischer starší – Künstler in Erz – sochař (F. Müller, 1839)                                                                            |
| 048   | Johannes Aventinus – Iohann Thurmayr, genannt Aventin, Geschichtschreiber – kronikář (model L. Schwanthaler, 1827, provedení Horchler, 1841) |
| 049   | Walter z Plettenbergu – Walther v. Plettenberg, Heermeister in Liefland – mistr Livonského řádu (L. Schwanthaler, 1832)                      |
| 050   | Erasmus Rotterdamský – filosof a humanista (Tieck, 1813)                                                                                     |
| 051   | Paracelsus – Theophrastus Paracelsus von Hohenheim, Arzt – lékař (E. Wolff, 1827)                                                            |
| 052   | Mikuláš Koperník – astronom (Schadow, 1807)                                                                                                  |
| 058   | Hans Holbein mladší – malíř (Lossow, 1840)                                                                                                   |
| 059   | Karel V. – Kaiser – německý císař a španělský král (F. X. Schwanthaler, 1842)                                                                |
| 060   | Christoph von Württemberg – Herzog von Württemberg – württemberský vévoda (Bissen, 1831)                                                     |
| 061   | Aegidius Tschudi – švýcarský historik (Tieck, 1817)                                                                                          |
| 067   | Vilém I. Oranžský – Niederländischen Freistaates Stifter – zakladatel nizozemského státu (Tieck, 1815)                                       |
|       | Busty v horní řadě napravo od sochy Ludvíka I.                                                                                               |
| 069   | August Saský – Churfürst von Sachsen – saský kurfiřt (Rietschel, 1840)                                                                       |
| 070   | Julius Echter von Mespelbrunn – Bischof zu Würtzburg – biskup (Scholl, 1840)                                                                 |
| 071   | Mořic Oranžský – nizozemský vojevůdce (Tieck, 1815)                                                                                          |
| 072   | Johannes Kepler – Iohann Keppler, Sternkundiger – matematik a astronom (Schöpf, 1842)                                                        |
| 073   | Albrecht z Valdštejna – Herzog von Friedland – vojevůdce ve třicetileté válce (Tieck, 1812)                                                  |
| 079   | Bernhard von Sachsen-Weimar – Herzog Bernhard von Weimar – vojevůdce ve třicetileté válce (Tieck, 1812/13)                                   |
| 080   | Peter Paul Rubens – Rubens – nizozemský malíř (Lamine, 1809)                                                                                 |
| 081   | Anthonis van Dyck – Mahler – nizozemský malíř (Rauch, 1812)                                                                                  |
| 082   | Hugo Grotius – genannt Grotius – nizozemský právní vědec (Tieck, 1814)                                                                       |
| 088   | Maxmilián z Trauttmansdorffu – Graf Max von Trauttmansdorff, Friedensstifter – rakouský politik (Schaller, 1824)                             |
| 089   | Maxmilián I. Bavorský – Churfürst von Baiern, geb. 1573, gest. 1651 – bavorský vévoda (Imhof, 1832)                                          |
| 090   | Amálie Alžběta z Hanau-Münzenbergu – Amalia, Landgräfin von Hessen – regentka Hesenska-Kasselska (Tieck, 1817)                               |
| 091   | Maarten Tromp – Mart. Harpertson Tromp, holländisher Admiral – nizozemský admirál (Kessels, 1825)                                            |
| 092   | Paris von Lodron – Paris Lodron, Bischof von Salzburg – salcburský arcibiskup (Eberhard, 1814)                                               |
| 093   | Frans Snyders – Mahler – nizozemský malíř (Rauch, 1814)                                                                                      |
| 099   | Karel X. Gustav – König von Schweden – švédský král (Tieck, 1816)                                                                            |
| 100   | Johann Philipp von Schönborn – Churfürst von Mainz – kurfiřt a arcibiskup mohučský (Tieck, 1818)                                             |
| 101   | Arnošt I. Zbožný – Herzog von Gotha – vévoda (Tieck, 1815)                                                                                   |
| 102   | Michiel de Ruyter – Michael Adrian Ruyter, Admiral – nizozemský admirál (Tieck, 1817)                                                        |
| 103   | Otto von Guericke – Otto de Guerice – přírodovědec (Rathgeber, 1811)                                                                         |
| 104   | Fridrich Vilém I. Braniborský – der Große Churfürst – braniborský kurfiřt (Wichmann, 1828)                                                   |
| 105   | Karel V. Lotrinský – Herzog von Lothringen – lotrinský vévoda (Tieck, 1817)                                                                  |
| 111   | Vilém III. Oranžský – König von Großbritanien – anglický král (Haller, 1816)                                                                 |
| 112   | Ludvík Vilém I. Bádenský – Ludwig Markg. v. Baden, Reichsfeldmarschall – německý vojevůdce (Widnmann, 1842)                                  |
| 113   | Gottfried Wilhelm Leibniz – Wilhelm Gottfried Leibnitz – filozof a matematik (Schadow, 1808)                                                 |
| 114   | Herman Boerhaave – Arzt – nizozemský lékař (Leeb, 1823)                                                                                      |
| 115   | Maurice de Saxe – Mareschal de France – francouzský vojevůdce (Tieck, 1813)                                                                  |
| 116   | Georg Friedrich Händel – Geor. Gottf. Haendel, Tonsetzer – hudební skladatel (R. Schadow, 1815)                                              |
| 122   | Mikuláš Ludvík Zinzendorf – Stifter der Brueder Gemeinde – teolog a básník (Tieck, 1818)                                                     |
| 123   | Burkhard Christoph von Münnich – Graf Münich, Russ. Feldmarschall – ruský vojevůdce (Lossow, 1841)                                           |
| 124   | Johann Joachim Winckelmann – Winkelmann – archeolog a estetik (R. Schadow, 1814)                                                             |
| 125   | Wilhelm Friedrich Ernst zu Schaumburg-Lippe – der Portugiese – vojevůdce v portugalských službách (Schadow, 1809)                            |
| 129   | Albrecht von Haller – švýcarský přírodovědec a básník (Schadow, 1808)                                                                        |
| 130   | Anton Raphael Mengs – Raphael Mengs, Mahler – malíř (Rauch, 1808)                                                                            |
| 131   | Marie Terezie – Teutsche Kaiserin – vládkyně habsburské říše (Eberhard, 1811/2)                                                              |

### Spodní řada
| Číslo | Osobnost – Nápis – popis (sochař, letopočet) |
| ----- | --- |
|       | Busty ve spodní řadě vlevo od vchodu |
| 004   | Gotthold Ephraim Lessing – Gotthold Ephr. Lessing – básník (Tieck, 1813)                                                                               |
| 005   | Fridrich II. Veliký – Fridericus II. Rex – pruský král (Schadow, 1807)                                                                                 |
| 010   | Christoph Willibald Gluck – hudební skladatel (Dannecker, 1812)                                                                                        |
| 011   | Ernst Gideon von Laudon – Ernst Gideon Greyherr v. Loudon, oe. Feldmarschall, geboh. 1716 in Liefland gest. 1790 – rakouský vojevůdce (Kiesling, 1813) |
| 012   | Wolfgang Amadeus Mozart – Tondichter – hudební skladatel (F. X. Schwanthaler, 1846)                                                                    |
| 013   | Ferdinand Brunšvicko-Wolfenbüttelský – Hannovers Befreier – pruský maršál (Schadow, 1808)                                                              |
| 014   | Justus Möser – Advocatus Patriae – právník a publicista (Schmidt von der Launitz, 1821)                                                                |
| 019   | Gottfried August Bürger – Dichter – básník (Tieck, 1817)                                                                                               |
| 020   | Kateřina II. Veliká – Kaiserin von Russland, geb. 1729, gest. 1796 – carevna (Wredow, 1831)                                                            |
| 021   | Friedrich Gottlieb Klopstock – der heilige Sänger – básník (Schadow, 1808)                                                                             |
| 022   | Wilhelm Heinse – Dichter und Gelehrter – spisovatel (Haller / Mayer, 1826)                                                                             |
| 023   | Johann Gottfried Herder – Herder – filozof (Tieck, 1815)                                                                                               |
| 030   | Immanuel Kant – Imanuel Kant – filozof (Schadow, 1808)                                                                                                 |
| 031   | Friedrich Schiller – Dichter – básník (Dannecker, 1794)                                                                                                |
| 032   | Joseph Haydn – Joseph Heyden, Doctor der Tonkunst – hudební skladatel (Robatz, 1810)                                                                   |
| 033   | Johannes von Müller – Johann Mueller, Geschichtsschreiber – švýcarský historik (Schadow, 1808)                                                         |
| 034   | Christoph Martin Wieland – Dichter – básník (Schadow, 1807)                                                                                            |
| 042   | Gerhard von Scharnhorst – preußischer General – pruský generál (Rauch, 1830)                                                                           |
| 043   | Michail Bogdanovič Barclay de Tolly – Russ. Feldmarschall – ruský generál (Widnmann, 1841)                                                             |
| 044   | Gebhard Leberecht von Blücher – Fürst von Wahlstatt – pruský maršál (Rauch, 1817)                                                                      |
| 045   | Karel Filip ze Schwarzenbergu – Oberster Feldherr im Rettungskampf – rakouský maršál – (Schaller, 1821)                                                |
| 046   | William Herschel – Herschel, Sternkundiger – Astronom (Eberhard, 1816)                                                                                 |
| 053   | Hans Karl von Diebitsch-Sabalkanski – Russ. Feldmarschall – ruský maršál (Rauch, 1830)                                                                 |
| 054   | Heinrich Friedrich Karl vom und zum Stein – H. F. Carl Fhr. vom Stein, der teutschen Befreyung Grundstein – pruský politik (Leeb, 1825)                |
| 055   | August Neidhardt von Gneisenau – August Wilhelm Graf v. Gneisenau, preuss. Feldmarschall – pruský maršál (Tieck, 1842)                                 |
| 056   | Johann Wolfgang von Goethe – Goethe – básník (Tieck, 1808)                                                                                             |
| 057   | Martin Luther – Doctor Martin Luther – reformátor (Rietschel, 1831)                                                                                    |
| 062   | Karel Ludvík Rakousko-Těšínský – Erzherzog Carl, Generalissimus – rakouský vojevůdce (Zauner, 1809)                                                    |
| 063   | Josef Václav Radecký z Radče – Graf Joseph Radetzky, oest. Feldmarschall – rakouský maršál (Halbig, 1858)                                              |
| 064   | Friedrich Schelling – Weltweiser – filozof (model Tieck 1809, provedení Lossow 1859)                                                                   |
| 065   | Ludwig van Beethoven – Tondichter – hudební skladatel (model Dietrich 1822, provedení Lossow 1866)                                                     |
| 066   | Vilém I. Pruský – Wilhelm der Siegreiche, Deutscher Kaiser u. König v. Preußen – německý císař (Knoll, 1898)                                           |
|       | Socha |
| 068   | Ludvík I. Bavorský – Ludwig I., König von Bayern. Das dankbare Volk – bavorský král (Ferdinand v. Miller d. Jüngere, 1890)                             |
|       | Busty ve spodní řadě napravo od sochy Ludvíka I. |
| 074   | Otto von Bismarck – Bismarck – německý kancléř (Kurz, 1908)                                                                                            |
| 075   | Helmuth von Moltke starší – Moltke – pruský maršál (Hahn, 1910)                                                                                        |
| 076   | Richard Wagner – hudební skladatel (Bleeker, 1913) |
| 077   | Johann Sebastian Bach – hudební skladatel (Behn, 1916)                                                                                                 |
| 078   | Justus von Liebig – chemik (Georgii, 1925) |
| 083   | Friedrich Ludwig Jahn – Jahn – organizátor tělovýchovy (G. Müller, 1928)                                                                               |
| 084   | Franz Schubert – hudební skladatel (Weckbecker, 1928)                                                                                                  |
| 085   | Joseph Görres – Goerres – publicista (Mattes, 1931) |
| 086   | Anton Bruckner – hudební skladatel (Rothenburger, 1937)                                                                                                |
| 087   | Max Reger – Reger – hudební skladatel (G. Müller, 1948)                                                                                                |
| 094   | Adalbert Stifter – spisovatel (Hajek, 1954) |
| 095   | Joseph von Eichendorff – v. Eichendorff – básník (Knecht, 1957)                                                                                        |
| 096   | W. C. Röntgen – fyzik (Rothenburger, 1959) |
| 097   | Max von Pettenkofer – Pettenkofer – chemik a lékař (Fiedler, 1962)                                                                                     |
| 098   | Jakob Fugger – podnikatel (Ladner, 1967) |
| 106   | Jean Paul – spisovatel (Sonnleitner, 1973) |
| 107   | Richard Strauss – hudební skladatel (Mikorey, 1973) |
| 108   | Carl Maria von Weber – hudební skladatel (Schorer, 1978)                                                                                               |
| 109   | Gregor Mendel – Mendel, Johann Gregor – přírodovědec (Hafner, 1983)                                                                                    |
| 110   | Albert Einstein – A. Einstein (faksimile podpisu) – fyzik (Uhlig, 1990)                                                                                |
| 117   | Karolina Gerhardingerová – Theresia Gerhardinger – zakladatelka řádu (Uhlig, 1998)                                                                     |
| 118   | Konrad Adenauer – německý kancléř (Weiland, 1999) |
| 119   | Johannes Brahms – hudební skladatel (Knobloch, 2000)                                                                                                   |
| 120   | Carl Friedrich Gauss – matematik a fyzik (Arfmann, 2007)                                                                                               |
| 121   | Edith Steinová – filozofka, mučednice nacismu (Brunner, 2009)                                                                                          |
| 126   | Heinrich Heine – básník (Gerresheim, 2010) |
| 127   | Käthe Kollwitzová – výtvarnice (Spiekermann, 2019) |
| 128   | Max Planck – fyzik (Brunner, 2022) |
| 132   | Sophie Schollová – bojovnice proti nacismu (Eckert, 2003)                                                                                              |

### Pamětní desky
Pamětní desky patří zejména osobnostem, od nichž se nedochoval žádný podklad, podle něhož by bylo možné vyrobit bustu.
| Číslo | Jméno nebo událost            | Nápis s letopočtem (ne vždy přesným)                          |
| ----- | ----------------------------- | ------------------------------------------------------------- |
|       | horní řada počínaje od vchodu |                                                               |
| 01    | Arminius                      | Hermann, der Römer Besieger, † XXI                            |
| 02    | Marobud                       | Marbod, der Markomannen Haupt, † um XL                        |
| 03    | Veleda                        | Velleda, Seherin, gestorben nach LXV                          |
| 04    | Gaius Julius Civilis          | Cl. Civilis, Heerführer der Bataver, † vor C                  |
| 05    | Ermanarich                    | Hermannrich, König der Ostgothen, † CCCLXXV                   |
| 06    | Wulfila                       | Ulphila, Bischof, Goth. Bibelübersetzer, † vor CCCLXXX        |
| 07    | Fritigern                     | Friediger, Anführer der Westgothen, † nach CCCLXXXX           |
| 08    | Alarich I.                    | Alarich, König der Westgothen, † CCCCX                        |
| 09    | Athaulf                       | Ataulf, König der Westgothen, † CCCCXV                        |
| 10    | Theodorich I.                 | Theodorich, König der Westgothen, † CCCCLI                    |
| 11    | Horsa                         | Horsa, Britaniens Eroberer, † CCCCLI                          |
| 12    | Geiserich                     | Genserich, König der Vandalen, † um CCCCLXXVII                |
| 13    | Hengest                       | Hengist, Britaniens Eroberer, † CCCCLXXX                      |
| 14    | Odoaker                       | Odoaker, König der Heruler und Gepiden, † CCCCLXXXXVII        |
| 15    | Chlodvík I.                   | Klodwig, König der Franken, † DXI                             |
| 16    | Theodorich Veliký             | Theodorich der Große, Kön. d. Ostgothen, † DXXVI              |
| 17    | Totila                        | Totila, König der Ostgothen, † DLII                           |
| 18    | Alboin                        | Alboin, König d. Langobarden, † DLXXIII                       |
| 19    | Theodelinda                   | Theutelinde, Königin d. Langobarden, † um DCXXVI              |
| 20    | Jimram z Řezna                | Emmeran der Heilige, Bischof, † DCLXXX                        |
| 21    | Pipin II. Prostřední          | Pipin von Heristal, Hausmayer, † DCCXVI                       |
| 22    | Beda Ctihodný                 | Beda d. V., Abt und Geschichtschreiber, † DCCXXXV             |
| 23    | Svatý Willibrord              | Willibrord d. Heil., Bischof von Utrecht, † DCCXXXIX          |
| 24    | Karel Martel                  | Karl d. Hammer, Herzog, Fürst d. Franken, † DCCXLI            |
| 25    | Svatý Bonifác                 | Bonifacius d. Heilige, Erzbischof v. Maynz, † DCCLV           |
| 26    | Pipin III. Krátký             | Pipin d. Kurze, König des Frankenreichs, † DCCLXVIII          |
| 27    | Widukind                      | Wittekind, Heerführer der Sachsen, † um DCCC                  |
| 28    | Paulus Diaconus               | Paul Warnefried, Geschichtsschreiber, † nach DCCC             |
| 29    | Alcuin                        | Alcuin, Abt und Gelehrter, † DCCCIV                           |
| 30    | Ecgberht                      | Egbert, Erster König von England, † um DCCCX                  |
| 31    | Karel Veliký                  | Karl der Große, Röm. Kaiser, † DCCCXIV                        |
| 32    | Einhard                       | Eginhard, Geschichtsschreiber, † um DCCCXXXIX                 |
|       | spodní řada                   |                                                               |
| 33    | Rabanus Maurus                | Rhabanus Maurus, Bischof und Gelehrter, † DCCCLVI             |
| 34    | Arnulf Korutanský             | Arnulph, Römischer Kaiser, † DCCCC                            |
| 35    | Alfréd Veliký                 | Alfred d. Große, König von England, † DCCCC                   |
| 36    | Ota I. Saský                  | Otto der Erlauchte, Herzog von Sachsen, † vor DCCCCXIX        |
| 37    | Arnulf Bavorský               | Arnulph I., Herzog von Bayern, † DCCCCXXXVII                  |
| 38    | Matylda z Ringelheimu         | Mechthilde d. Heilige, Königin von Teutschland, † DCCCCLXVIII |
| 39    | Roswitha z Gandersheimu       | Roswitha, Dichterin, gestorben vor M                          |
| 40    | Bernward z Hildesheimu        | Bernward d. Heil., Bischof und Bildner, † MXXVIII             |
| 41    | Heribert z Kolína             | Heribert d. Heil., Erzbischof v. Cöln, † MXXVIII              |
| 42    | Jindřich III. Černý           | Heinrich der Dritte., Röm. Kaiser, † MLVI                     |
| 43    | Lampert z Hersfeldu           | Lambrecht v. Aschaffenburg, Gesch. Schreiber, † MLXXVII       |
| 44    | Oto Bamberský                 | Otto d. H., Bischof von Bamberg, † MCXXXIX                    |
| 45    | Ota z Freisingu               | Otto, Bisch. v. Freysingen, Gesch. Schreiber, † MCLVIII       |
| 46    | Hildegarda z Bingenu          | Hildegard die Heilige, Abtissin, † MCLXXIX                    |
| 47    | Ota I. Bavorský               | Otto d. Gr. von Wittelsbach, Herzog v. Bayern, † MCLXXXIII    |
| 48    | Engelbert I. z Kolína         | Engelbert d. Heil., Erzbischof v. Cöln, † MCCXXVI             |
| 49    | autor Písně o Nibelunzích     | Der Dichter des Nibelungenliedes                              |
| 50    | Walther von der Vogelweide    | Walther v. d. Vogelweide, Minnesänger, † MCCXXX               |
| 51    | Alžběta Durynská              | Elisabeth d. Heil., Landgräfin v. Thüringen, † MCCXXXI        |
| 52    | Leopold VI. Babenberský       | Leopold der Glorreiche, Herz. v. Östreich, † MCCXXXIV         |
| 53    | Hermann von Salza             | Hermann von Salza, Teutschordenshochmeister, † MCCXL          |
| 54    | Wolfram von Eschenbach        | Wolfram v. Eschenbach, Minnesänger, † MCCLI                   |
| 55    | Mistr Gerhard                 | Der Baumeister des Cölner Domes, † MCCLXXI                    |
| 56    | Arnold zum Turm               | A. v. Thurn, Gründer des Rheinstädtebundes, † MCCLXIV         |
| 57    | Albert Veliký                 | Albertus Magnus, Bischof und Gelehrter, † MCCLXXX             |
| 58    | Přísaha v Rütli               | Die drei Männer von Rütli, nach † MCCCVI                      |
| 59    | Fridrich I. Habsburský        | Friedrich der Schöne, Gegenkaiser, † MCCCXXX                  |
| 60    | Bruno von Warendorp           | Bruno von Warendorp, Anführer d. Hanse, † MCCCLXIX            |
| 61    | Arnold Winkelried             | Arnold v. Winkelried, Ritter u. Landmann, † MCCCLXXXVI        |
| 62    | Mistr Vilém Kolínský          | Meister Wilhelm, Maler in Cöln, † MCCCLXXXVIII                |
| 63    | Adrian I. von Bubenberg       | Hadrian von Bubinberg, Feldherr, † MCCCCLXXIX                 |
| 64    | Peter Henlein                 | P. Henlein, Erfinder der Taschenuhr, † MDXLII                 |